# Internierungslager Markl
Im Meierhof von Markl, einer Katastralgemeinde von Windigsteig im Waldviertel (Niederösterreich) bestand zwischen 1915 und 1918 das Internierungslager Markl für Staatsbürger aus mit Österreich-Ungarn im Krieg befindlichen Staaten. Aber auch Staatsbürger der Donaumonarchie wurden hier interniert, falls sie freundschaftlicher Gesinnung für einen Feindstaat verdächtigt wurden.
Ende 1914 suchte der Bezirkshauptmann von Waidhofen an der Thaya, Alexander Ritter Bosizio von Thurnberg und Jungenegg, bei der Statthalterei für Niederösterreich in Wien um die Zustimmung für ein weiteres Internierungslager in seinem Bezirk an. Da sich die orthodoxen Juden aus dem Internierungslager Drosendorf und dem Internierungslager Illmau darüber beschwert hatten, nicht koscher ernährt zu werden, plante er, Angehörige des jüdischen Glaubens in einem Lager zu vereinen und so das religionsbedingte Ernährungsproblem zu lösen.
Zusätzlich suchte die Israelitische Kultusgemeinde Waidhofen an der Thaya für ihre Glaubensbrüder bei der Baronin Clarisse Alphonse Rothschild, die am 6. November 1914 alle Lager, die von der Bezirkshauptmannschaft Waidhofen an der Thaya verwaltet wurden, besuchte, um Unterstützung an. Diese wurde auch in Form von 2.000 Kronen, die der Bezirkshauptmann zur Verwahrung und Verwaltung erhielt, gewährt. Von diesem Geld sollten die durch Errichtung und Betrieb des Lagers Markl entstehenden Kosten bestritten werden.
In einem Meierhof der Baronin Widmann aus Schwarzenau sollten ungefähr 130 Angehörige des jüdischen Glaubens und 40 bis 50 Feldarbeiter interniert werden. Da man die Fluchtgefahr bei den hier Internierten als gering einschätzte, gedachte man mit einer Wache von nur 3 Mann auszukommen. Die Eröffnung des Lagers verzögerte sich allerdings, da im Lager Drosendorf eine Typhusepidemie ausgebrochen und daher über alle Lager die Quarantäne verhängt worden war.
Nach dem Kriegseintritt Italiens musste die Kapazität des Lagers um 400 Personen aufgestockt werden. Dies erfolgte durch die Errichtung von Baracken. Die Fertigmeldung erfolgte am 10. August 1915. Ende 1915 konnte das Internierungslager Markl wegen weiterer Baracken bis zu 1.200 Internierte aufnehmen. Bis Sommer 1916 konnte die Kapazität auf bis zu 1.400 Personen gesteigert werden.
Die infolge des Krieges schlechte Ernährungslage machte vor den Internierungslagern nicht halt und so kam es auch hier zu Hungerunruhen. Am 6. Mai 1917 kam der Bezirkshauptmann von Waidhofen an der Thaya persönlich nach Markl, um mit den Betroffenen zu verhandeln. Am 27. Juni 1917 erhielt der Reichsratsabgeordnete Nikolaus Ritter von Wassilko einen Beschwerdebrief der jüdischen Belegschaft des Lagers über die schlechte Ernährung. Es gab nur noch Sauerkraut und Heringe. Dass seit der zusätzlichen Einquartierung der Italiener zur Vermeidung neuer religionsbedingter Ernährungsprobleme in zwei getrennten Küchen gekocht wurde, änderte nichts an der Situation.
Eine geplante Repatriierung der internierten Juden verzögerte sich, da ihre Heimatregionen Bukowina und Ostgalizien 1917 neuerlich von den Russen besetzt wurde. Erst ab Anfang 1918 wurden die jüdischen Insassen wieder freigelassen.
Anfang August 1918 befanden sich noch 267 Personen im Lager von Markl, von denen sich 114 im Arbeitseinsatz außerhalb des Lagers befanden. Die im Lager befindlichen Internierten wurden ins Internierungslager Drosendorf verlegt und das Lager Markl am 28. August 1918 geschlossen.
Das ehemalige Internierungslager Markl wurde zwischen 1919 und 1920 noch als "Heimkehrerzerstreuungsstation" für österreichische Kriegsgefangene genutzt.